# Françoise Henry
Françoise Henry (1902–1982)  var en fransk forsker med kunst og kunsthåndværk fra tidlig irsk middelalder som fagfelt. Hun arbejdede for University College Dublin i tiden fra 1934 til 1974. Efternavnet var oprindelig stavet Henri.

## Liv og virke
Henry var født i Paris og studerede ved École du Louvre under keltologen Henri Hubert. Hendes første betydelig udgivelse var Les Tumulus du Départment de la Côte-d’Or, en omfattende afhandling af gravanlæg i jernalderen ved Côte-d'Or i Frankrig. Hun studerede kunsten under karolingerne, og andet middelalderkunst og det var hendes interesse for kunsten under middelalderen som førte henne til Irland og University College Dublin, særlig etter et besøg i slutningen af 1920-tallet hvor hun fik studere de to Ahenny-højkors i sandsten fra 700-tallet i grevskabet Tipperary. I 1928 publicerede hun sin første artikel om irsk middelalderkunst, La chapelle de Cormac à Cashel. 
På University College Dublin begyndte hun i 1934 som udvekslingsforelæser i fransk. I 1940-tallet forelæste hun i arkæologi og europæisk kunst samtidig mens hun arbejdet med studiet af irske oldtidsgenstande og samlede en stor samling af illustrationer af irsk kunst i form af tryk og fotografier. Noget senere blev hun leder for studiet af arkæologi og kunsthistorie af europæisk maleri.
Hun udførte en betydelig arkæologisk udgravning i Glendalough, en landsby ved ruinerne af et kloster i Wicklow, ved Iniskeaøerne udfor kysten af grevskabet Mayo, og andre steder, men var hovedsagelig kendt som forsker af irsk kunst fra tidlig irsk middelalder. I 1940 publicerede hun Irish Art, et omfattende studie som kombinerede resultatet af manuskripter, skulptur, og metalarbejde i Irland. Højdepunktet i hendes publikationer var et værk i tre bind på fransk og engelsk, udgivet i perioden mellem 1963 og 1970; L’Art irlandais, irsk kunst i den tidlige kristne perioden, under invasionerne fra vikingerne og romansk tid. 
Henry blev pensioneret fra universitet i 1974, samme år hvor en moderne udgivelse af Kelterbogen udkom, og hvor hun selv havde skrevet teksten til reproduktionerne. Hun var den som havde identificeret de forskellige skriverne i det oprindelige manuskriptet,
Hendes sidste år tilbragte hun ved sit hjem i Lindry i Frankrig hvor hun døde i 1982.